# Orlando Fernández Medina
Orlando José Fernández Medina es un periodista y político de izquierda venezolano, fue dirigente de Movimiento al Socialismo, electo Gobernador del Estado Lara de 1995 hasta el año 2000.

## Trayectoria
Fue elegido Gobernador del Estado Lara en dos periodos consecutivos 1995-1998 y 1998-2000. Su gestión se caracterizó por el fuerte control de la delincuencia, convirtiendo al Estado Lara en el estado con el menor índice delictivo del país, para sus periodos de gobierno 1995-2000.[cita requerida].
Durante su gestión se construyó el Paseo el Cardenalito del este, La Variante Los Cristales de la vía a Acarigua, creación del sistema de transporte masivo Metrobús Lara y la transformación del Pediátrico a Hospital Universitario, entre otros.
En 2004 se postuló nuevamente como candidato a la Gobernación del estado Lara obteniendo el apoyo en los últimos meses de campaña de los partidos MAS (que apoyaban hasta entonces al exgobernador José Mariano Navarro) y Copei (quien postuló a Jesús Antonio Herrera y finalmente declinó en su favor); sin embargo, resultó derrotado por Luis Reyes Reyes.

## Hugo Chávez
Fernández apoyó notablemente a Hugo Chávez siendo el jefe de campaña para las elecciones presidenciales, Referéndum constitucional de Venezuela de 1999 y también para las Elecciones generales de Venezuela (2000). Poco después de la primera reelección de Chávez, tuvo grandes diferencias con el presidente lo que lo convirtió en un fuerte opositor y sigue siendo el conductor del programa radial "Si se calla el cantor", por la emisora Radio Cristal 610 AM a las 12:00 M. En 2020 recibió amenazas de muerte.